# Bournand
Bournand település Franciaországban, Vienne megyében. Lakosainak száma 929 fő (2022. január 1.). Bournand Lerné, Basses, Loudun, Roiffé, Les Trois-Moutiers és Vézières községekkel határos.

## Népesség
A település népességének változása:
| Lakosok száma | 788  | 852  | 891  | 878  | 882  | 885  | 897  | 907  | 929  |
|               | 2013 | 2015 | 2016 | 2017 | 2018 | 2019 | 2020 | 2021 | 2022 |